# Convención Nacional Ciudadana de 2017
La Convención Nacional Ciudadana de 2017 fue la elección interna mediante la cual los miembros del Partido Acción Ciudadana escogieron su candidato presidencial para las elecciones presidenciales de Costa Rica de 2018. Se realizó el 9 de julio de 2017 y son las terceras que realiza este partido, si bien las primeras que realiza siendo gobierno. Con una participación de aproximadamente 33.000 personas (un tercio más que en la anterior) resultó vencedor el escritor y periodista Carlos Alvarado por sobre el economista Welmer Ramos.

## Precandidatos
- Carlos Alvarado Quesada, escritor, periodista y politólogo, fue presidente ejecutivo con rango ministerial del Instituto Mixto de Ayuda Social y luego ministro de Trabajo durante la administración Solís Rivera, primera de su partido.[3]
- Welmer Ramos González,[4] economista y administrador de empresas, fue ministro de Economía en la misma administración.[5]

## Retirados
- Epsy Campbell Barr, economista, diputada en el período 2002-2006 y 2014-2018, presidenta del Partido Acción Ciudadana y candidata vicepresidencial para las elecciones del 2006.[6]

## Historia
El Partido Acción Ciudadana, tras ser primera fuerza de oposición durante varios períodos bajo el liderazgo de Ottón Solís, obtuvo el poder por primera vez tras las elecciones de 2014 con el abrumador, e inesperado, triunfo de su candidato Luis Guillermo Solís a quien las encuestas no colocaban como favorito. Solís ganó en primera y segunda ronda, sin embargo su triunfo en la segunda fue particularmente histórico por el alto porcentaje de apoyo, 78%, muy por encima de su rival el candidato Johnny Araya del Partido Liberación Nacional. 
No obstante la gestión de Solís ha sufrido de altibajos en popularidad en algunos años bajando mucho, si bien experimentó una subida moderada en 2017 tanto a raíz de su manejo de la crisis provocada por el Huracán Otto como por otros indicadores. Llegando a 43% en enero de 2017.
Si bien se rumoreó como posible candidata a la vicepresidenta Ana Helena Chacón, quien goza de alta popularidad, Chacón negó que aspiraría a la presidencia. El fundador del partido Ottón Solís descartó buscar una candidatura y aseguró que no dará la adhesión pública a ningún candidato, como es usual. Ramos recibió la adhesión de figuras como Laura Garro, Nidia Jiménez, Marlene Madrigal, Marvin Atencio y Henry Mora, mientras que Alvarado sumó las de Marcela Guerrero, Emilia Molina, Franklin Corella, Marco Vinicio Redondo, Javier Cambronero, Eduardo Trejos y Alberto Salom entre otras.
El primero en hacer públicas sus aspiraciones fue Carlos Alvarado, figura cercana al presidente Luis Guillermo Solís y quien aglutinó los apoyos del "ala progresista" del partido, como la Juventud Progresista (que ganó la dirección del órgano juvenil del partido en la más reciente Asamblea) y el Movimiento Esperanza que respaldó la precandidatura de Mendoza en 2013. Le siguió poco después Ramos quien es visto como más cercano al "ottonismo" (si bien, fue también ministro en la administración Solís Rivera), recibiendo el respaldo del Grupo Germinal, un círculo de distintas figuras políticas cercanas al legislador Ottón Solís.
La campaña de Alvarado bajo el lema "Elijo el futuro" se concentró en resaltar los logros del gobierno y la importancia de proseguirlos, mientras que la de Ramos con el lema "Un ciudadano como usted" se enfocó en destacar la personalidad de Ramos e incluso se distanció del gobierno haciendo críticas duras a algunas figuras en cargos públicos por presuntos roces éticos.

## Controversias
Durante la campaña destacó un panfleto publicado por un pastor evangélico haciendo un llamado a votar por Ramos quien profesa la religión evangélica. El hecho causó controversia por cuanto la legislación electoral costarricense prohíbe utilizar motivos religiosos para hacer llamados a votar o no por candidatos. El equipo de campaña de Ramos negó tener conexión alguna con el religioso y Ramos, aunque reconoció conocerlo, confirmó que no tuvo relación con el panfleto.
Otro tema que generó polémica fue la postura de Ramos respecto al reconocimiento de parejas del mismo sexo, por presuntamente haberlas llamado "antinaturales" durante una entrevista. Ramos confirmó no apoyar el matrimonio igualitario a diferencia de su rival, lo cual le generó críticas internas dentro del partido el cual ha sido tradicionalmente socio-liberal. Ramos aclaró luego mediante un comunicado de prensa que no mezclaría sus creencias personales con su gestión y que respetaría además las luchas a favor del colectivo, tal y como está establecido en el ideario del partido.

## Debates
Como es usual, se realizaron debates entre los precandidatos en distintos medios de televisión, radio, universidades y colegios profesionales. Los dos canales mayoritarios programaron los debates para el 5 de julio en Teletica y el 6 de julio en Repretel.

## Resultado
Alvarado ganó en las provincias de San José, Alajuela, Heredia, Cartago y Limón, mientras que Ramos venció en su natal Guanacaste y en Puntarenas. La cantidad de votantes en la elección se duplicó respecto a la anterior. Ramos reconoció su derrota al día siguiente y afirmó que su movimiento se mantendría activo buscando evitar que ideologías ajenas al partido como el neoliberalismo permearan. Otras figuras del PAC como Epsy Campbell y Ottón Solís dieron su respaldo a Alvarado.

## Encuestas
Opiniones favorables a precandidatos presidenciales del Partido Acción Ciudadana
| Opiniones favorables        | Opiniones favorables | Opiniones favorables | Opiniones favorables    | Opiniones favorables  | Opiniones favorables | Opiniones favorables |
| Fecha                       | Encuestadora         | Epsy Campbell Barr   | Carlos Alvarado Quesada | Welmer Ramos González | Ottón Solís Fallas*  | Ana Helena Chacón    |
| --------------------------- | -------------------- | -------------------- | ----------------------- | --------------------- | -------------------- | -------------------- |
| Mayo de 2016                | CIEP-UCR             | No incluida          | No incluido             | No incluido           | No incluido          | ¿?                   |
| Octubre a noviembre de 2016 | CIEP-UCR             | No incluida          | No incluido             | No incluido           | No incluido          | 60%                  |
| Febrero de 2016             | Cid Gallup           | No incluida          | No incluido             | No incluido           | 39%                  | No incluida          |
| Diciembre de 2016           | Opol Consultores     | 75%                  | No incluido             | No incluido           | 46%                  | 51%                  |
| Febrero de 2017             | OPol Consultores     | 66%                  | 37%                     | 33%                   | 44%                  | 42%                  |

Intención de voto
| Intención de voto | Intención de voto | Intención de voto       | Intención de voto     |
| Fecha             | Encuestadora      | Carlos Alvarado Quesada | Welmer Ramos González |
| ----------------- | ----------------- | ----------------------- | --------------------- |
| Julio de 2017     | OPol Consultores  | 57,04%                  | 42,95%                |